# Faraday (Schiff, 1874)
Das Dampfschiff Faraday war nach der dänischen H. C. Oerstedt der zweite speziell für diesen Zweck konzipierte und gebaute Kabelleger. Seine Konzeption galt lange als Standard nachfolgender Kabelleger. Die Faraday nahm 1874 für die Brüder Wilhelm und Werner Siemens ihren Betrieb auf und verlegte das erste dauerhaft funktionstüchtige transatlantische Telegrafenkabel.

## Geschichte
Die Faraday wurde in den Jahren 1873 und 1874 nach einem Entwurf der Gebrüder Siemens von William Froude auf der Werft Charles Mitchell and Company in Newcastle upon Tyne gebaut. Am 17. Februar 1874 ging das Schiff in Betrieb. Die traditionelle Schiffstaufe übernahm Wilhelm Siemens’ Frau, die es auf den Namen Faraday taufte, einem Freund von Wilhelm.
Wilhelm begann 1874 auf der Faraday mit der zweiten  transatlantischen Verlegung eines Telegrafenkabels (die erste gelang der Great Eastern). Die Verlegung startete im irischen Ballinskelligs Bay auf der Iveragh-Halbinsel und führte durch den Atlantik nach Halifax in Kanada. Obwohl es technische Probleme gab, und das bereits verlegte Kabel riss, war das Unternehmen letztendlich erfolgreich verlaufen und das Kabel noch bis 1931 funktionstüchtig.
1879 folgte die Verlegung eines zweiten transatlantischen Kabels vom französischen Brest nach Cape Cod im Südosten von Massachusetts. 1881 verlegte die Faraday ein drittes Telegrafenkabel, diesmal von Cornwall nach Canso in Neuschottland (Kanada). Es folgten noch insgesamt fünf weitere Kabellegungen im Nordatlantik.
Die Faraday begab sich dann 1890 in die Karibik. Dort wurden Saint Croix mit St. Lucia, Saint Lucia mit Grenada und Grenada mit Trinidad verbunden. Im Jahr darauf kam eine erste Verbindung von Bacton in der englischen Grafschaft Norfolk auf die deutsche Insel Borkum zustande.
Danach verlegte der Kabelleger im Westen Südamerikas über 3330 Kilometer Kabel zwischen Chile und Peru.
Nachdem sie rund 50 Jahre lang wichtige Verbindungen zur Nachrichtenübertragung hergestellt hatte, wurde die Faraday 1923 zur Verschrottung verkauft. Doch der noch völlig intakte Schiffsrumpf ermutigte jedoch zu einem Umbau als Kohledepotschiff. Nach Ausbau von Maschine und Kessel schleppte man das nun Analcoal genannte Schiff mit 8500 Tonnen Kohle an Bord nach Algier. Um 1931 kam das Schiff nach Gibraltar und Sierra Leone. Nach weiteren kleineren Umbauten diente es danach als Marineversorgungsschiff im Zweiten Weltkrieg.
Ende 1951 traf die ehemalige Faraday auf einer Abwrackwerft in Newport ein, wo sie verschrottet wurde.
Nach dem Verkauf des Schiffes 1923 bauten Siemens Bros. & Company aus London einen Nachfolger, der ebenfalls auf den Namen Faraday getauft wurde. Doch bereits 1941 wurde dieser neue Kabelleger durch einen deutschen Bombenangriff versenkt.

## Technik
Der 109,88 Meter lange und 15,93 Meter breite Kabelleger hatte 12,1 Meter Tiefgang. Die Größe betrug 5.052 Bruttoregistertonnen.
Zwei Verbundmaschinen wirkten auf zwei Schiffsschrauben, wobei der Durchmesser des Hochdruckzylinders 99,1 cm und der des Niederdruckzylinders 172,7 cm betrug. Der Kolbenhub lag bei 121,9 cm. Zur notwendigen, feinen Manövrierfähigkeit während der Kabellegung verfügte die Faraday über ein zusätzliches Ruder im Bug. Die Seekabel wurden in drei Kabelbehältern transportiert, die einen Durchmesser von 13,72 und 11,28 Meter bei einer Höhe von 8,84 Metern besaßen. Mit Hilfe dampfgetriebener Pumpen konnten sie mit Wasser geflutet werden. So verlief die Verlegung über Kabelrollen am Bug oder am Heck.
Hinzu kam, dass die Faraday eines der ersten Schiffe seiner Zeit war, das über elektrisches Licht verfügte. Charakteristisch waren äußerlich zwei leicht nach Achtern geneigte Schornsteine.